# Ceratinops carolinus
Ceratinops carolinus är en spindelart som först beskrevs av Banks 1911.  Ceratinops carolinus ingår i släktet Ceratinops och familjen täckvävarspindlar. Inga underarter finns listade i Catalogue of Life.